# Vol. 1 (album, Faraoni)
Vol. 1 je kompilacijski album skupine Faraoni. Album vsebuje skladbe s prejšnjih albumov in EP-ja: Berač (Prosjak)/Matra/Figov list, Faraoni, Kar tako, Tu je moj dom, Naj te morje, Stari časi in Sem takšen, ker sem živ. Album je istega leta 2004 pri založbi ZKP RTV Slovenija.

## Seznam skladb
| Št. | Naslov                         | Pisec                                                | Z albuma / EP-ja                 | Dolžina |
| --- | ------------------------------ | ---------------------------------------------------- | -------------------------------- | ------- |
| 1.  | „Tu je moj dom‟                | E. Hrovatin/N. Depangher-D. Mislej/E. Hrovatin       | Tu je moj dom                    | 3:31    |
| 2.  | „Mi ljudje smo kot morje‟      | E. Hrovatin/M. Čermak/E. Hrovatin                    | Stari časi                       | 3:20    |
| 3.  | „E tristemente‟                | E. Hrovatin/E. Hrovatin-L. Fiorencis/E. Hrovatin     | Tu je moj dom                    | 3:22    |
| 4.  | „Poletje si ti‟                | F. Maraž/L. Fiorencis-F. Maraž/F. Maraž-S. Kalogjera | Naj te morje                     | 3:23    |
| 5.  | „Sem takšen (ker sem živ)‟     | F. Maraž/D. Mislej/F. Maraž                          | Sem takšen, ker sem živ          | 3:34    |
| 6.  | „Prihrani besede‟              | F. Maraž/D. Kenda Hussu/M. Štibernik                 | /                                | 3:06    |
| 7.  | „Ne bom pozabil na stare čase‟ | E. Hrovatin/M. Čermak/E. Hrovatin-S. Fajon           | Stari časi                       | 3:38    |
| 8.  | „Bodiva skupaj‟                | N. Depangher/N. Depangher/E. Hrovatin                | Tu je moj dom                    | 3:06    |
| 9.  | „Kar je res, je res‟           | E. Hrovatin/D. Mislej/Faraoni-Andrea Flego           | Kar tako                         | 3:07    |
| 10. | „Enkrat si na vrsti ti‟        | E. Hrovatin/D. Mislej/E. Hrovatin-S. Fajon           | Naj te morje                     | 3:43    |
| 11. | „Aiutami a dimenticare‟        | P. Pocecco/P. Pocecco/Faraoni                        | Tu je moj dom                    | 3:42    |
| 12. | „Ti nisi sam‟                  | E. Hrovatin/M. Čermak/S. Fajon                       | Sem takšen, ker sem živ          | 3:08    |
| 13. | „Kdo te zdaj ljubi‟            | F. Maraž/T. Jurak/F. Maraž                           | Tu je moj dom                    | 3:42    |
| 14. | „Jaz te nimam rad‟             | E. Hrovatin/D. Mislej/E. Hrovatin                    | Sem takšen, ker sem živ          | 4:12    |
| 15. | „V San Simonu‟                 | Z. Runjić/N. Depangher/Sašo Fajon                    | Naj te morje                     | 3:09    |
| 16. | „Dolgčas in jaz‟               | F. Maraž/D. Mislej/E. Hrovatin-F. Maraž              | Faraoni                          | 4:04    |
| 17. | „Kako si lepa nocoj‟           | C. Krmac/D. Mislej/F. Maraž                          | Tu je moj dom                    | 3:07    |
| 18. | „Mrak‟                         | P. Pocecco/T. Kaluža-P. Pocecco/E. Hrovatin-S. Fajon | Naj te morje                     | 3:04    |
| 19. | „Ljubezen je‟                  | E. Hrovatin/M. Čermak/S. Fajon                       | Stari časi                       | 2:56    |
| 20. | „Sonce sreče‟                  | E. Hrovatin/N. Depangher-D. Mislej/D. Žgur           | Naj te morje                     | 2:56    |
| 21. | „Berač‟                        | M. Malikovič/M. Starc/Faraoni                        | Berač (Prosjak)/Matra/Figov list | 4:02    |
| 22. | „Figov list‟                   | Č. Janowsky/T. Furlanič/Faraoni                      | Berač (Prosjak)/Matra/Figov list | 5:08    |

## Zasedba
- Nelfi Depangher – bobni, vokal
- Tulio Furlanič – bobni, vokal
- Črtomir Janowsky – bas kitara
- Stojan Družina – ritem kitara
- Piero Pocecco – bas kitara, vokal
- Enzo Hrovatin – kitara, vokal
- Ferdinand Maraž – klaviature
- Marijan Maliković – kitara, vokal
- Slavko Ivančić  – vokal
- Claudio Krmac – vokal, klaviature

### Gost
- Oliver Dragojević – vokal pri skladbi »V San Simonu«